# Паченца, Антонио
Анто́нио Паче́нца (итал. Antonio Pacenza; 18 марта 1928, Буэнос-Айрес — 7 февраля 1999) — аргентинский боксёр полутяжёлой весовой категории. В начале 1950-х годов выступал за сборную Аргентины: серебряный призёр летних Олимпийских игр в Хельсинки, участник многих международных турниров и национальных первенств. В период 1953—1955 боксировал на профессиональном уровне, но без особых достижений.

## Биография
Антонио Паченца родился 18 марта 1928 года в Буэнос-Айресе. Благодаря череде удачных выступлений удостоился права защищать честь страны на летних Олимпийских играх 1952 года в Хельсинки — в полуфинале полутяжёлой весовой категории единогласным решением судей победил советского боксёра Анатолия Перова, но в решающем матче вчистую проиграл американцу Норвелу Ли.
Получив серебряную олимпийскую медаль, Паченца решил попробовать себя среди профессионалов и покинул сборную. Его профессиональный дебют состоялся в феврале 1953 года, своего первого соперника Рафаэля Миранду он победил нокаутом уже в четвёртом раунде. В конце того же года боролся за вакантный титул чемпиона Аргентины в полутяжёлом весе, но потерпел поражение нокаутом от Атильо Натальо Карауне.
Несмотря на поражение, продолжил активно выходить на ринг, одержал победу в девяти матчах, причём дважды успешно дрался в Нью-Йорке. Однако во второй половине 1955 года его карьера резко пошла на спад, последовали три проигрыша подряд, два закончились тяжёлыми нокаутами, поэтому вскоре аргентинец принял решение завершить спортивную карьеру. Всего в профессиональном боксе он провёл 20 боёв, из них 15 окончил победой (в том числе 4 досрочно), 4 раза проиграл, в одном случае была зафиксирована ничья.
Умер 7 февраля 1999 года.